# 切罗基语历史

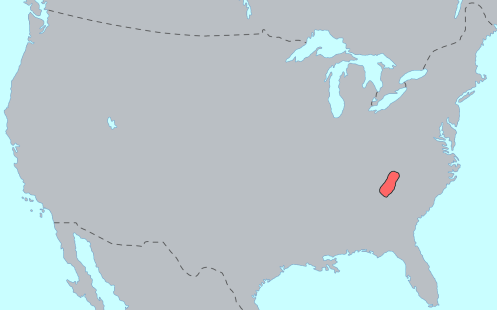
接触前切罗基语的分布

切罗基语是美洲原住民语言之一，属于易洛魁语系，使用者为切罗基人。

## 名字由来
切罗基人自称说Ts(a)lagi，自称是Aniyunwiya（ᎠᏂᏴᏫᏯ）“主要人民”。位于纽约州的易洛魁联盟在历史上称切罗基人为Oyata’ge’ronoñ“洞穴国家的居民”。
关于“切罗基”（Cherokee）这一名字的起源，已有许多未经证实的理论。它最初可能来自乔克托语Cha-la-kee“山里人”，或Chi-luk-ik-bi“洞里人”。.切罗基语最早的西班牙语译名（1755）是Tchalaquei。另一种理论则认为“切罗基”来自低地克里克语Cvlakke“他语者”。此外，以前分布在乔治亚州和南卡罗来纳州地望的低地方言，被切罗基人称作jaragi，东部或低地方言将其他方言的l发作r，这也是个可能的来源。
詹姆斯·穆尼在19世纪研究了“切罗基”这一名字的北美气源和最终的英语形式的来龙去脉。他在《切罗基人的神话》（Myths of the Cherokee）（1888）中写道：
它头次出现在1557年出版的葡萄牙语De Soto远征记中，是Chalaque；后来在1699年，一份法语文件中出现了Cheraqui；“Cherokee”这个词出现在英语中，至少早于1708年。因此这个名字有360年的真实（原文如此）历史。——詹姆斯·穆尼, “切罗基人的神话”

## 接触前的历史
切罗基人的起源目前有两大主流观点，大部分切罗基历史都可以从研究他們的语言中推得。一说认为，切罗基人操易洛魁语系语言，可能在史前时代晚期从易洛魁联盟和大部分易洛魁语民族所在的北部地区迁徙到南阿巴拉契亚。19世纪研究者记录了与族内长者的对话，他们讲述了切罗基人在古代从五大湖地区向南迁徙的传说故事。另一说认为，切罗基人已在美国东南部定居了几千年，但学者们对此有争议。
1540年，切罗基人对美国东南部的4万平方英里土地提出了要求。这一地区包括今日阿拉巴马州、乔治亚州、北卡罗来纳州、南卡罗来纳州、弗吉尼亚州、西弗吉尼亚州、肯塔基州、田纳西州。

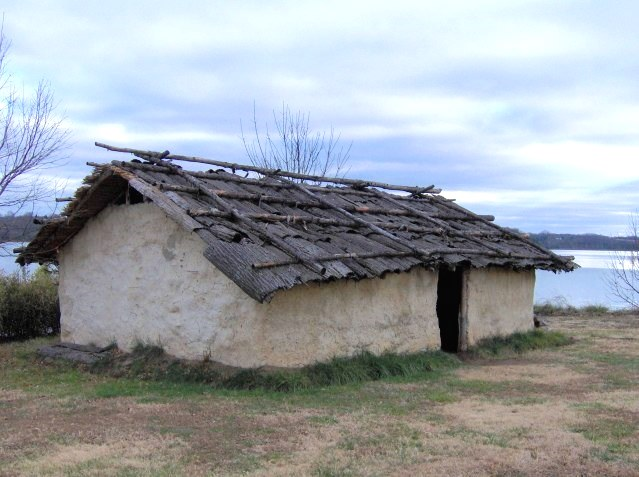
田纳西州佛诺尔附近的劳顿堡国家公园，重建的典型塔斯基吉村庄住宅。原建筑位于塔斯基吉 (亚拉巴马州)湖面下。

人们对19世纪前切罗基文化和社会的了解大多来自美国作家约翰·霍华德·佩恩。他的文章描述了切罗基族长老对传统社会结构的描述，其中一个由长老组成的“白色”组织代表了7个部落。据佩恩说，这个团体是世袭的，类似于牧师或祭司，负责宗教活动，如治疗、辟邪和祈祷等。还有由年轻男子组成的“红色”组织，负责军事。战争被认为是一种污染性活动，在参与者能重新融入正常的乡村生活之前，需要祭司对其进行净化。这种等级制度早在18世纪之前就消失了。这种变化的原因尚未明晰，似乎起源于切罗基人对被称为“Ani-kutani”（Ani-是指代一群人的前缀，Kutani的含义不明）的祭司阶层的虐待行为的反抗。

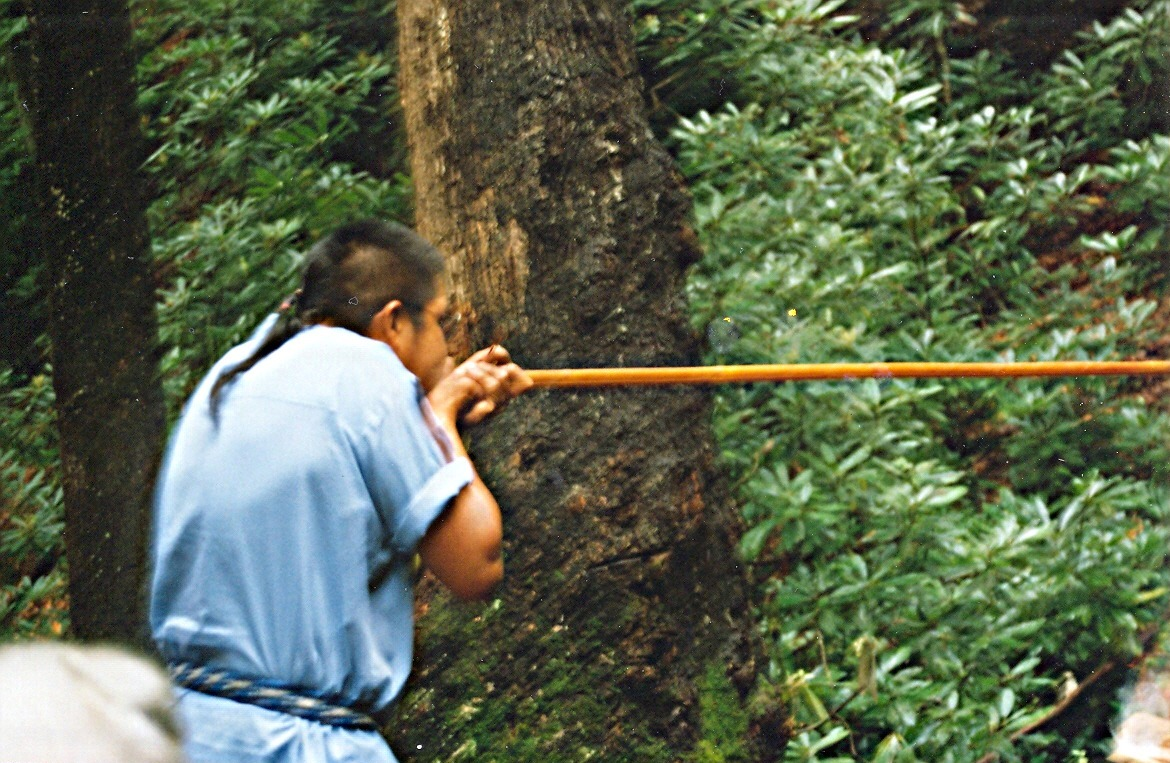
北卡罗来纳州切罗基Oconaluftee村吹箭演示。切罗基语言和文化在这里得到了保留。今日，切罗基部落管辖区域内的教堂还用切罗基语提供服务，在仪式的“踩踏”场地上，司仪须用该语言履行所有职责，所有信息和记录都用音节文字保存。

民族学家詹姆斯·穆尼在1880年代末研究了切罗基人，他首先将以前等级制度的衰落归结于这次叛乱。到穆尼的年代，切罗基宗教从业者的结构更加非正式，更多地取决于个人的知识和能力，而非世袭。
早期文化史的另一个主要来源是19世纪由didanvwisgi（切罗基语：ᏗᏓᏅᏫᏍᎩ）、切罗基巫医在塞阔雅于1820年代创造切罗基音节文字后撰写的材料。起初只有didanvwisgi会使用这种材料，被认为拥有无穷的力量。后来这种文字被切罗基人广泛使用。
与美国东南部的大多数其他印第安人不同，切罗基人说易洛魁语系语言。由于其核心地区在五大湖区域，学者们推测切罗基人是自那里南迁过来的。但也有人认为，易洛魁人源自东南方，塔斯卡洛拉人在迁徙过程中分化出来。语言学分析显示，切罗基语和北方的易洛魁语之间存在较大差异，说明两者很早就发生了分化。语言年代学语研究表明，分化大约发生于公元前1500到1800年。塔克西吉河河岸上的Kituwa遗址紧邻Qualla边界（东切罗基人保留地），常被认为是切罗基人在美国东南部的原始定居点。

## 17世纪：与英语接触
1657年，弗吉尼亚殖民地发生了一场骚乱，Rechahecrians或Rickahockans和苏族Manahoac及Nahyssan突破了边境，在 詹姆斯瀑布旁定居，邻近今日弗吉尼亚州里士满。次年，一支由英国人和帕蒙基人组成的部队赶走了这些人。关于Rechahecrians的身份一直以来有争议。历史学家注意到这个名字和Eriechronon/Erielhonan，即伊利人十分相似。1654年，易洛魁人被强大的易洛魁五族从伊利湖南岸赶走了。人类学家马丁·史密斯认为，该部落的一些幸存者在战争后迁徙到了弗吉尼亚州（1986:131–32）有很少數人认为这个部落就是切罗基人。F
弗吉尼亚商人在17世纪末之前与切罗基人建立了一个小规模贸易体系；最早记录在案的生活在切罗基人之中的弗吉尼亚商人是1690年的Cornelius Dougherty/Dority。切罗基人卖给商人的印第安奴隶被送到弗吉尼亚和更北的地方当做劳工。

## 18世纪
18世纪讲切罗基语的人数直线下降。1730年代，与英国的贸易带来了天花等原住民没有抵抗力的疾病，人口减少了近一半。1780年代，切罗基人面临着与英国殖民者的英-切罗基战争，以及与其他部落，如克里克人的冲突。

## 19世纪

### 文学

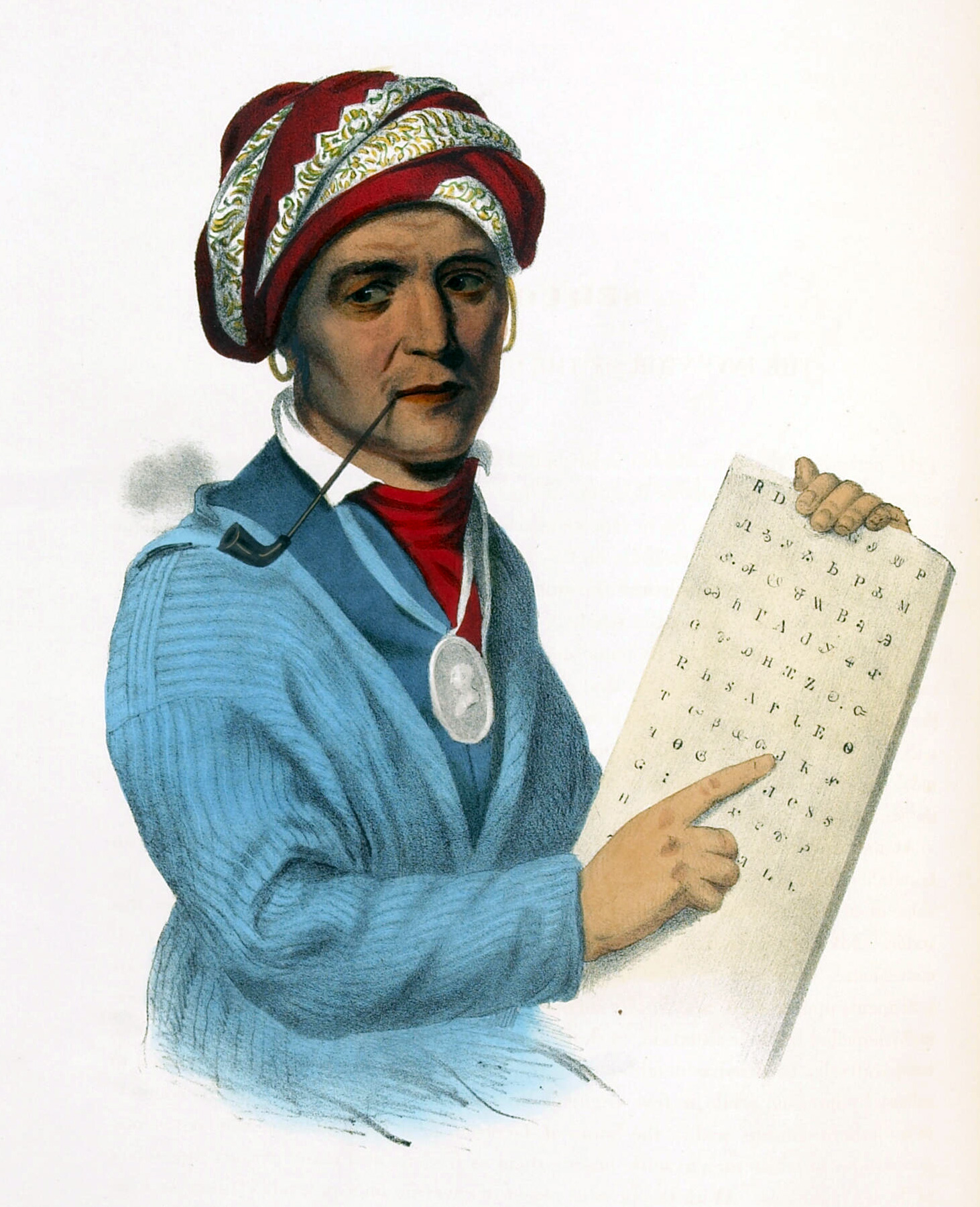
塞阔雅，切罗基音节文字的发明者

在1820年代切罗基音节文字发明之前，切罗基语没有书面文本。切罗基音节文字是塞阔雅在1810年代末到1820年代初发明的音节文字。他最初试验了语素文字，但后来演变为音节文字。在这个系统中，每个符号代表一个音节而非单独的音位；总计85 （原为86）个字符为切罗基语的书写提供了一种合适的方法。有些字符确实与拉丁字母、希腊字母甚至西里尔字母十分相似，但发音完全不同（例如/a/所用的字符非常像拉丁文D）。
大约在1809年，塞阔雅开始为切罗基语创造一个文字系统。一开始他试图为语言中每个单词都创造一个字符，为此他花了一年时间，以至于田地都荒废了，友邻都觉得他疯了。据说他的妻子认为这是巫术，遂烧掉了最初的手稿。最后塞阔雅意识到，这种方法是不切实际的，因为要记住它需要太多的字符。他还试着创造了一些表示抽象概念的字符，但因为不实用很快放弃了。
最后塞阔雅放弃了尝试，转而为语言中每个音节设计一个符号。大约一个月后，一个由86个字组成的系统出了炉，其中有一些是从拼写书中获得的拉丁字母。研究切罗基文字的学者Janine Scancarelli说：“以其目前的形式，许多音节字符与罗马、西里尔字母、希腊字母或阿拉伯数字很相似，但它们的发音与切罗基文的发音没什么关系。”
塞阔雅找不到愿意学习文字的成年人，于是将其传授给自己的女儿Ayokeh。Langguth说她那时只有6岁。他专程前往阿肯色领地的印第安人保留地，那里定居着一些切罗基人。当地领导人怀疑文字的用途，认为这些文字只是临时的提醒。于是塞阔雅要每个人说一个词，并将它们写下来，然后叫女儿读回这些词。这个示范成功说服了领导人，允许他把音节文字教给更多人。这花了几个月的时间，期间有流言说，他可能会利用学生来施展巫术。在课程上完后，塞阔雅给每个学生写了一封口述信，并宣读了回复。这个测试使西切罗基人相信他已经创造了一个实用的书写系统。

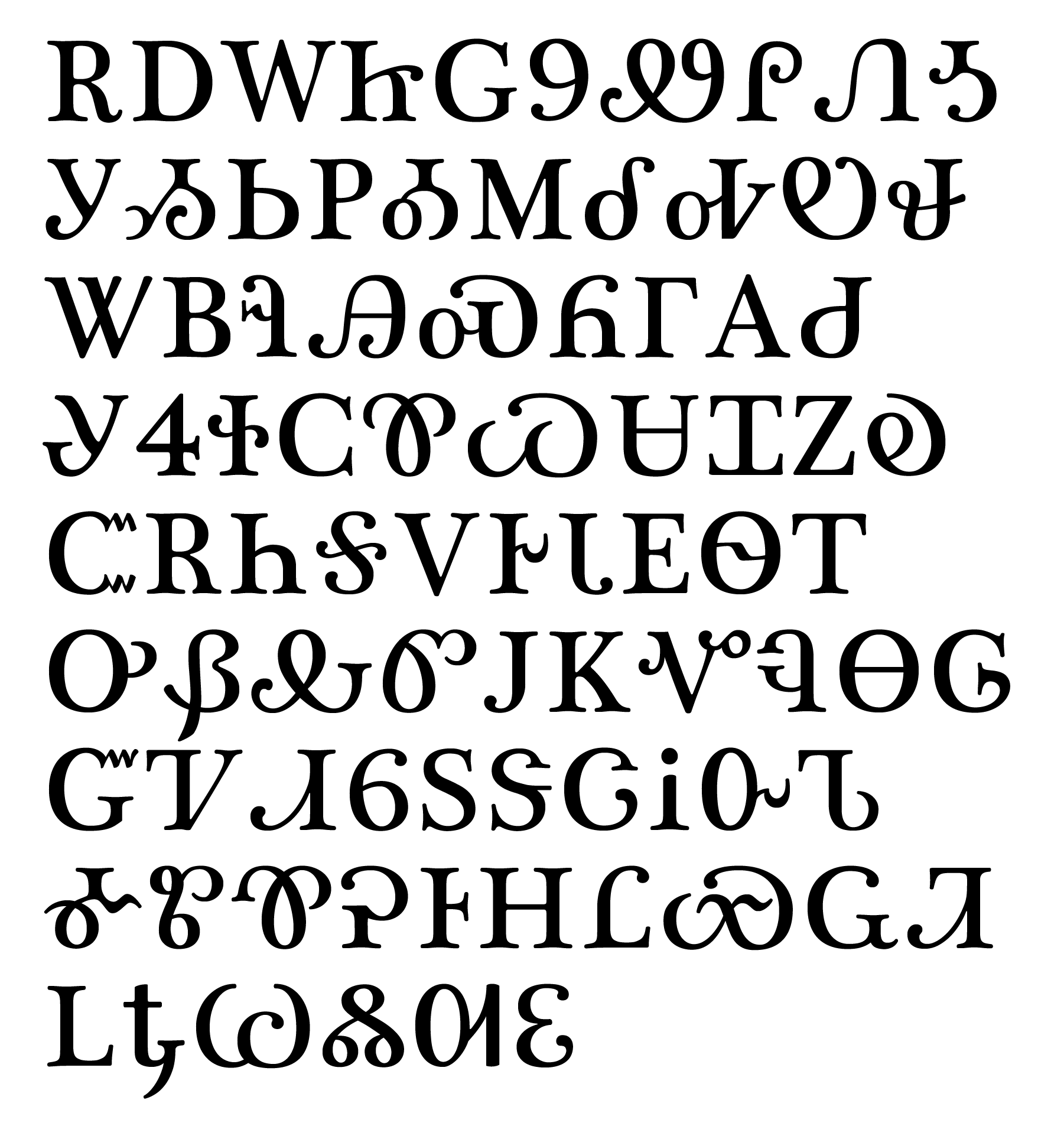
按最初排列的字符顺序排列的塞阔雅音节表

塞阔雅回到东部时，带来了一个密封的信封，里面装着阿肯色切罗基人一位领导人的演讲稿。通过朗读这封演讲稿，塞阔雅成功说服东切罗基人也来学习这种文字，于是迅速传播开来。1825年，切罗基民族正式采用了这种书写系统。自1828年到1834年，美国传教士协助切罗基人用塞阔雅的音节开发印刷字体，并出版了切罗基族第一份报纸——《切罗基凤凰》，是切罗基语和英语双语的。
1826年，切罗基全国委员会委托George Lowrey和David Brown用塞阔雅的文字，印刷了8份切罗基民族法律。
艾伯特·加勒廷第一眼看到塞阔雅的音节文字，就发现这种文字比英文字母更有优势。尽管切罗基学生一次要学85个字符，但掌握之后可以立刻开始阅读，学生可以在几周内完成英语学生两年间要学的内容。
1824年，东切罗基人总委员会授予塞阔雅一枚大型银质奖章，以表彰文字的创制。据Davis说，奖章一面是塞阔雅的肖像，周围有英文铭文：“由切罗基总理事会授予George Gist（塞阔雅的英文名），以表彰他在发明切罗基文字方面的聪明才智。”背面刻有两个长柄烟斗和用切罗基语书写的同义铭文。据推测，塞阔雅在他的余生中一直佩戴着这枚奖章，并随他一同下葬。
到1825年，《圣经》和许多宗教赞美诗、小册子、教育材料、法律文件和书籍都被翻译成了切罗基语。成千上万的切罗基人开始识字，切罗基人的识字率甚至高于使用英文字母的白人。
尽管在许多切罗基人被迁往今日俄克拉何马州的印第安领地后，切罗基文的使用有所减少，但它在私人信件、《圣经》译本和印第安医学的描述中得以保留，现在在书籍和互联网上也可找到。

#### 《切罗基凤凰报》

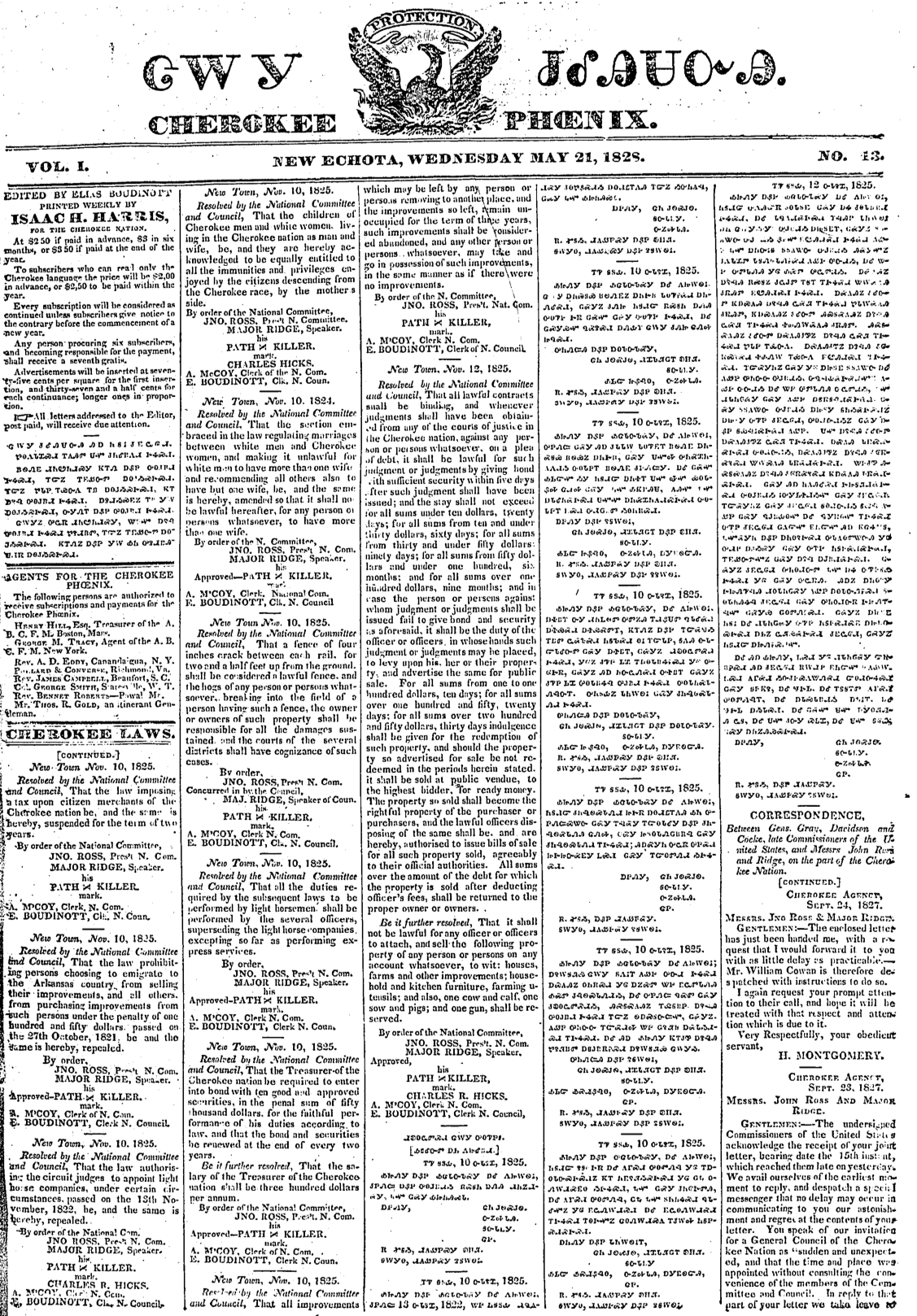
《切罗基凤凰报》(ᏣᎳᎩ ᏧᎴᎯᏌᏅᎯ)首版，1828年5月21日

1827年，切罗基民族议会决定拨款发行一份报纸。
...次年年初，手摇印刷机和音节文字排好了字从波士顿水运过来，又用马车运了两百英里，运到切罗基族的首府——新艾克塔。1828年2月21日，报纸Tsa la gi Tsu lehisanunhi或《切罗基凤凰报》的创刊号发行，切罗基语和英语平行列印。——Wilma Mankiller and Michael Wallis, "Mankiller"，
《切罗基凤凰报》（ᏣᎳᎩ ᏧᎴᎯᏌᏅᎯ，Tsalagi Tsulehisanvhi）是美国第一份由美洲原住民出版发行的报纸，也是第一份以原住民语言出版的报纸。1828年2月21日，在切罗基族的首府——新艾克塔（今属乔治亚州），用英语和切罗基语发行了第一期。《切罗基凤凰报》一直发行到1834年，后来在20世纪得到了恢复，现在在网上发行。
《切罗基凤凰报》自从在新艾克塔出版，一直断断续续地发行。现在它是月报，由切罗基族在俄克拉荷马州塔列瓜发行，且在互联网上也能阅读。
该报的数字化、可搜索版本可通过乔治亚大学图书馆和乔治亚州数字图书馆获得。19世纪报纸的英文部分可见于西卡罗来纳大学亨特图书馆的网站。
艺术家Jeff Marley和Frank Brannon于2013年10月19日完成了一个合作项目，他们在新艾克塔的印刷厂使用切罗基音节文字进行印刷。这是自1835年以来，在新艾克塔首次使用音节文字印刷。

### 切罗基语《圣经》

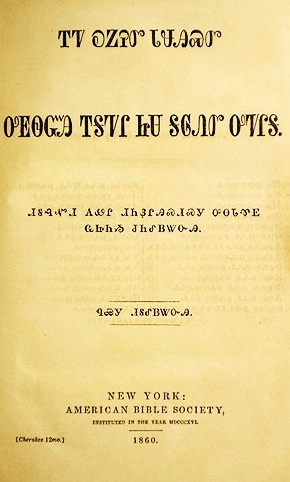
1860年新约的切罗基语译本扉页

1824年，圣经《约翰福音》被切罗基人John Arch翻译为切罗基语。完整的新约由切罗基人David Brown在1825年9月完成。它们都以手稿的形式流传，因为当时还没有切罗基音节文字的活字。Archer和Brown后来都将《新约》全文译成了切罗基语。

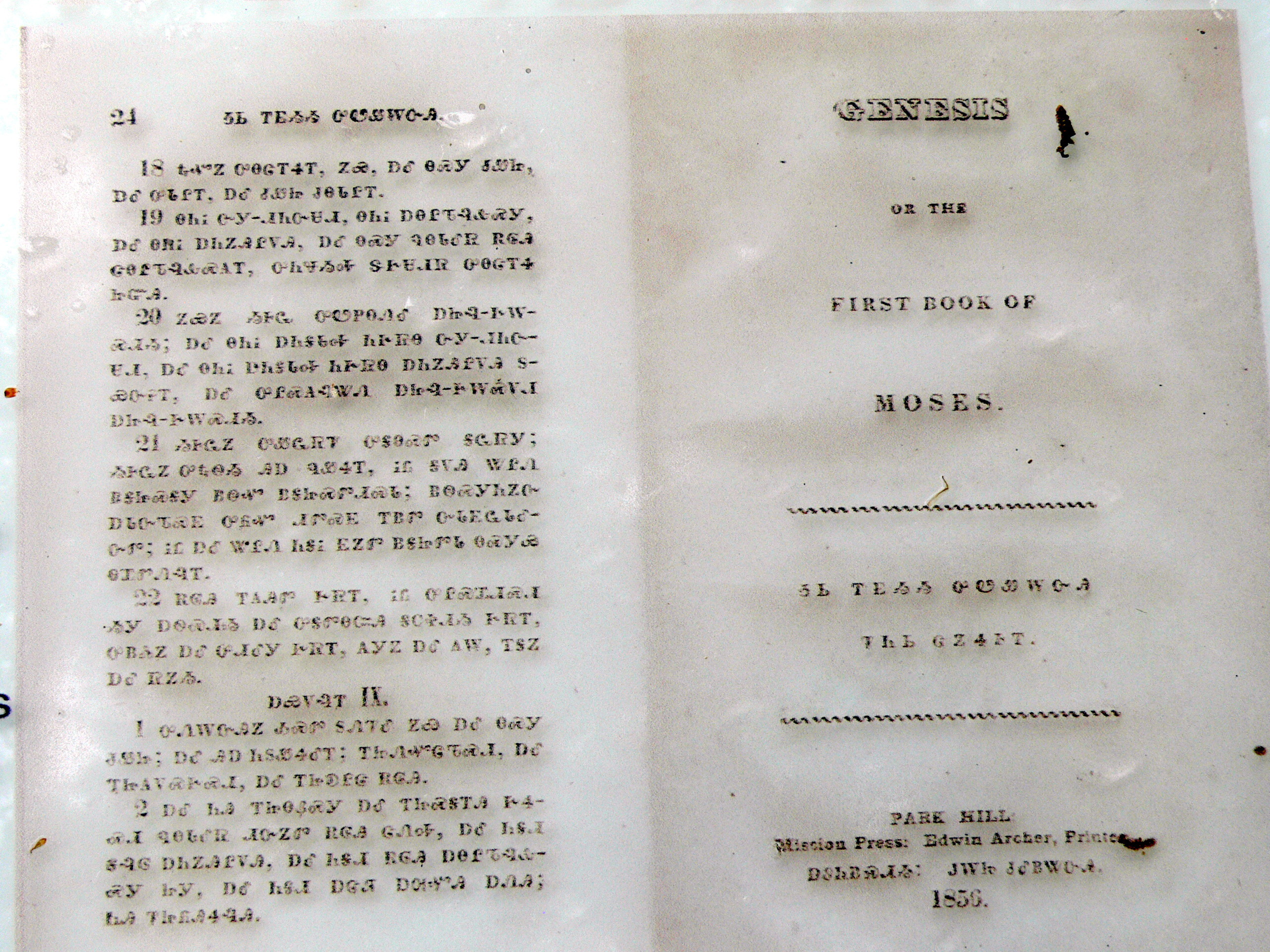
译为切罗基语的创世纪，1856年

第一份印刷出来的切罗基语圣经部分出现在1827年12月的《传教士先驱报》上，其中有由Samuel Worcester翻译的《创世纪》第一节。1828年，David Brown和George Lowrey共同翻译了马太福音，并于1828年4月3日至次年7月29日刊登在《切罗基凤凰报》上。不确定这一译本是否曾出版为书籍。
Samuel Worcester和《切罗基凤凰报》编辑Elias Boudinot于1829年出版了《马太福音》的修订本，由新艾克塔的切罗基民族出版社出版。在1832年出版的第二版中，加入了一个声明，称该译本已“与George Lowrey和David Brown的译本做了比较”。第三版由Park Hill传教士出版社印于1840年。
Worcester和Boudinot继续进行翻译，完整的《新约圣经》由美国圣经协会出版于1860年。
在Stephen Foreman的帮助下，Worcester还翻译了《诗篇》《箴言》和《以赛亚书》。
Amory N. Chamberlain翻译了《约拿书》，1888年出版于Tahlequah。《约书亚记》的翻译工作可能已经完成了，但从未出版。
由M.A. Pearson编写的旧约“订正版”由美国圣经协会在1953年发行。
《约翰福音》（1948）和《新约》（1951）的修订本出版于俄克拉荷马州Westville。
1965年，帕金斯神学院出版了Jack和Anna Kilpatrick翻译的《哈该书》。
| 翻译             | |
| ---------------- | --- |
| 美国圣经协会1860 | ᎾᏍᎩᏰᏃ ᏂᎦᎥᎩ ᎤᏁᎳᏅᎯ ᎤᎨᏳᏒᎩ ᎡᎶᎯ, ᏕᏅᏲᏒᎩ ᎤᏤᎵᎦ ᎤᏪᏥ ᎤᏩᏒᎯᏳ ᎤᏕᏁᎸᎯ, ᎩᎶ ᎾᏍᎩ ᏱᎪᎯᏳᎲᏍᎦ ᎤᏲᎱᎯᏍᏗᏱ ᏂᎨᏒᎾ, ᎬᏂᏛᏉᏍᎩᏂ ᎤᏩᏛᏗ.                                                                   |
| （转写）         | nasgiyeno nigavgi unelanvhi ugeyusvgi elohi, denvyosvgi utseliga uwetsi uwasvhiyu udenelvhi, gilo nasgi yigohiyuhvsga uyohuhisdiyi nigesvna, gvnidvquosgini uwadvdi. |

### 迁徙
切罗基迁徙是眼泪之路的一部分，指1836至1839年间的种族清洗，切罗基族被迫从乔治亚州、南卡罗来纳州、北卡罗来纳州、田纳西州、得克萨斯州、亚拉巴马州的领地迁徙到印第安领地（今日俄克拉荷马州），导致约4千名切罗基人死亡。
在切罗基语中，这次事件被称作Nu na da ul tsun yi“他们哭泣之地”或Tlo va sa“我们的迁徙”。不过这种说法似乎源自乔克托人。

## 20世纪
美军中首次由美国原住民充当密码员，是在第二次索姆河战役中与英军一同作战的美国陆军第30步兵师。据该师通信官所说，这是发生在1918年9月的事情。他们的部队当时由英国人指挥。一战期间第36师第142步兵团的密码员也使用了切罗基语，当时美军偶然发现切罗基部队会用敌人听不懂的切罗基语传递情报。后来，二战期间，参与了诺曼底登陆的第32步兵师也使用切罗基语传递信息。
在19、20世纪，美国政府设立了一些印第安人寄宿学校，以便将原住民同化进西方社会。这种学校不鼓励甚至近指使用原住民语言，并告诉学生部落身份低人一等。如果他们被发现“说印第安语”，就会受到惩罚，有时会被用皮带狠狠地抽打，有时会把肥皂塞进他们的嘴里，试图“把语言洗掉”。一所1880年成立的切罗基人寄宿学校也同样坚持只讲英语的正常，试图消除切罗基语。土著儿童被强行从家中带走，目的是“杀死印第安人、拯救人类”。在这些学校里，印第安儿童被赋予白人的名字、服装和发型，并被强迫只说英语。美国的印第安人同化政策一直持续到1950年代。

## 21世纪

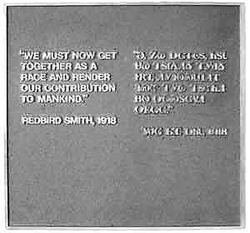
切罗基语和英语的双语牌匾。纪念碑上有著名的Keetoowah协会成员兼切罗基政治家Redbird Smith的名言。

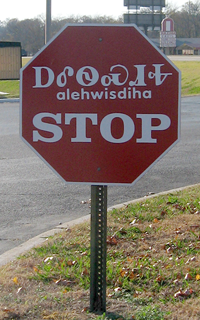
俄克拉何马州塔列瓜，写有英语和切罗基语的双语停车标志

多年来，人们在网上只能用转写才能写出切罗基语。自从最近Unicode收录切罗基文后，切罗基语正经历着一场复兴。大多数Linux系统都支持输入切罗基语，并在Unicode环境中以任何支持该字符的字体显示。Windows 8是第一个包括切罗基语的Windows版本，包含“近18万个词汇和短语”，是第一个以美国本土语言发布的Windows版本。
从2001年开始，切罗基圣经项目 （页面存档备份，存于）开始在互联网上发布新约和旧约部分章节。
自2003年起，所有苹果电脑都安装了切罗基字体。Joseph L. Erb、Roy Boney, Jr.、Thomas Jeff Edwards等人与苹果公司合作，在iOS 4.1（发布于2010年9月8日）中为iPhone和iPod Touch提供了切罗基语支持，并稍后在当年11月22日发布的iOS 4.2.1中为iPad也提供了支持。一些切罗基语应用程序可用于iPhone、iPad及其他iOS设备。
2011年3月25日，Google宣布可以用切罗基语进行搜索。到2012年11月，Gmail也支持了切罗基语。
2013年3月，一款用于学习切罗基语的食品有限“会说话的游戏”正式发布。
切罗基语也在流行文化中出现过一些，这有助于它的发展。克兰纳德合唱团丽塔·考里奇演唱的1992年电影《最后的莫西干人》主题曲“我会找到你”中就有切罗基语和莫西干语。切罗基说唱歌手Litefoot将切罗基语融入歌曲，Rita Coolidge的乐队Walela和部落间鼓乐队Feather River Singers也是如此。
切罗基族现在有一个名为“切罗基之声”的广播节目，播放切罗基语的歌曲，采访讲切罗基语的人，并以切罗基语和英语发布新闻和博客。该节目由Dennis Sixkiller主持，自2004年以来未曾中断。

### 灭绝的危险
2019年，切罗基部落三理事会（the Tri-Council of Cherokee tribes）宣布，该语言面临灭绝威胁，因而进入紧急状态并呼吁加强振兴计划。

### 沉浸式教育

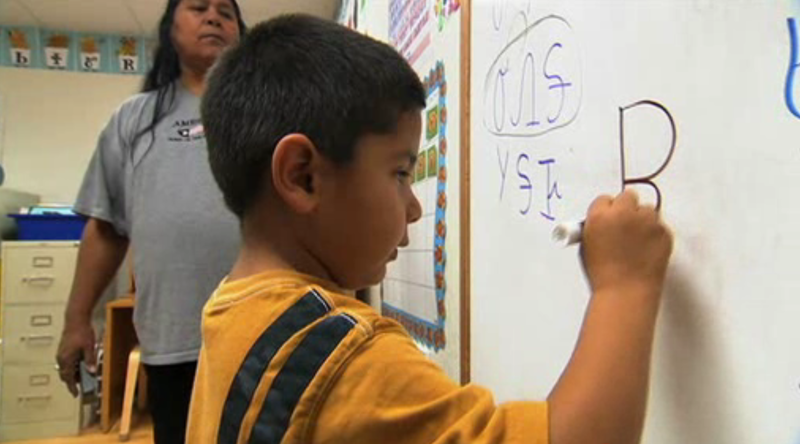
俄克拉荷马州切罗基语沉浸式学校的学生在用切罗基音节文字书写。

2005年，东切罗基部落制定了一项为期10年的语言保护计划，其中包括通过学校的沉浸式课程及社区的合作努力来培养新的切罗基语流利使用者。这个计划的目标雄心勃勃，意在50年之后，80%或更多的切罗基人能流利使用该语言。切罗基保护基金会（Cherokee Preservation Foundation）已投资了300万美元用于开办学校、培训教师、开发语言教育课程，以及发起可以积极使用该语言的社区聚会。2006年开始的Kituwah保护与教育计划（KPEP）重点关注为从出生到五年级的儿童提供沉浸式语言课程、为公众开发文化资源、在成年人中培养切罗基语的社区语言课程。